# Municypium
Municypium (łac. municipium) – w starożytności był to teren położony w Italii, podbity przez Starożytny Rzym.
Municypia zawarły z Rzymem przymierze, dzięki któremu mogły się cieszyć częściową autonomią i tolerancją, w tym religijną, pod warunkiem udzielania Rzymowi określonej pomocy wojskowej i ograniczenia praw mieszkańców, np. zakazu głosowania i piastowania urzędów. Dozwolone były m.in. małżeństwa z obywatelami rzymskimi.
Z czasem municypia zostały przekształcone w gminy, następnie za sprawą Gajusza Juliusza Cezara w miasta na prawie rzymskim, a ich mieszkańcy uzyskali pełnię praw obywatelskich rzymskich. 
Dziś  mianem municypium określa się ograniczone prawa obywatelskie w okresie średniowiecza i epoki wczesnonowożytnej, szczególnie w miastach na prawie niemieckim. Municypia to również jednostki współczesnego podziału terytorialnego w niektórych krajach europejskich.